# Xavier Artigas
Xavier Artigas López (Barcelona, España, 27 de mayo de 2003) es un piloto de motociclismo español que desde 2025 participa en el Campeonato italiano de Supersport con el equipo Black Flag Motorsport.

## Carrera

### Inicios

#### 2018
Artigas llamó la atención en la 2018 Red Bull MotoGP Rookies Cup, donde ganó una carrera, quedó en segundo lugar tres veces y terminó tercero una vez. Terminó tercero en la clasificación, detrás de los gemelos turcos Can Öncü y Deniz Öncü.

#### 2019
Artigas ascendió al Campeonato Mundial Junior de Moto3 en la temporada 2019, y terminó con una carrera ganada, un segundo lugar y dos podios en dos terceros lugares, una vez más terminando tercero en la clasificación final. Hizo una aparición como invitado en la carrera final de Moto3 en el 2019 y logró sumar un podio impresionante, terminando tercero en Valencia.

#### 2020
Artigas se mantuvo en el Campeonato Mundial Junior en la temporada 2020, y mejoró enormemente. De las 11 carreras celebradas ese año, terminó en los dos primeros escalones del podio en ocho carreras (ganando dos y subcampeón seis veces), terminando segundo en la clasificación y ganándose un asiento con Leopard Racing para el Campeonato Mundial de Moto3 2021.

### Campeonato del Mundo de Moto 3

#### 2019
Participó como invitado en la última carrera de la temporada en la que finalizó tercero, haciendo un podio en su primera aparición en el mundial.

#### 2021
La Temporada de Moto3 2021 como novato no fue del todo brillante. El año comenzó con tres retiradas consecutivas, mientras que su compañero de equipo, Dennis Foggia, estuvo regularmente al frente, logrando un podio en la tercera carrera. Artigas mejoró durante el año, acumulando puntos regulares, y en la última carrera de la temporada en Valencia, después de que Dennis Foggia y Pedro Acosta contactaran en la última vuelta, Artigas pudo ganar la carrera. Terminó la temporada con 72 puntos, 15.º en la clasificación, y Leopard Racing no lo renovó.

#### 2022
Para el 2022, Artigas está contratado para correr en el Prüstel GP, junto a Carlos Tatay.

## Resultados

### Red Bull MotoGP Rookies Cup
(Carreras en negrita indica pole position, carreras en cursiva indica vuelta rápida)
| Temp. | 1      | 2      | 3      | 4      | 5     | 6      | 7      | 8      | 9     | 10     | 11     | 12     | 13     | Pos. | Pts. |
| ----- | ------ | ------ | ------ | ------ | ----- | ------ | ------ | ------ | ----- | ------ | ------ | ------ | ------ | ---- | ---- |
| 2017  | JER 11 | JER 17 | ASS 18 | ASS 11 | SAC 7 | SAC 13 | BRN 13 | BRN NC | RBR 9 | RBR 15 | MIS 15 | ARA 14 | ARA 11 | 16.º | 41   |
| 2018  | JER 5  | JER 15 | MUG 5  | ASS 2  | ASS 3 | SAC 7  | SAC 5  | RBR 2  | RBR 1 | MIS 5  | ARA 2  | ARA 5  |        | 3.º  | 166  |

### FIM CEV Moto3 International Championship
(Carreras en negrita indica pole position, carreras en cursiva indica vuelta rápida)
| Temp. | Moto  | 1     | 2     | 3     | 4     | 5       | 6     | 7     | 8     | 9      | 10    | 11    | 12    | Pos. | Pts. |
| ----- | ----- | ----- | ----- | ----- | ----- | ------- | ----- | ----- | ----- | ------ | ----- | ----- | ----- | ---- | ---- |
| 2019  | Honda | EST 2 | VAL 5 | VAL 4 | FRA 7 | CAT Ret | CAT 3 | ARA 1 | JER 3 | JER 11 | ALB 6 | VAL 5 | VAL 4 | 3.º  | 149  |
| 2020  | Honda | EST 1 | POR 2 | JER 1 | JER 2 | JER 8   | ARA 2 | ARA 5 | ARA 2 | VAL 21 | VAL 2 | VAL 2 |       | 2.º  | 189  |

### Campeonato del mundo de motociclismo

#### Por temporada
| Temp. | Cat.  | Moto    | Equipo                     | Carreras | Victorias | Podios | Poles | V.Rap | Pts. | Pos. |
| ----- | ----- | ------- | -------------------------- | -------- | --------- | ------ | ----- | ----- | ---- | ---- |
| 2019  | Moto3 | Honda   | Leopard Impala Junior Team | 1        | 0         | 1      | 0     | 0     | 16   | 26.º |
| 2021  | Moto3 | Honda   | Leopard Racing             | 16       | 1         | 1      | 0     | 2     | 72   | 15.º |
| 2022  | Moto3 | CFMoto  | CFMoto Racing Prüstel GP   | 20       | 0         | 0      | 0     | 0     | 83   | 16.º |
| 2023  | Moto3 | CFMoto  | CFMoto Racing Prüstel GP   | 20       | 0         | 1      | 0     | 0     | 77   | 15.º |
| 2024  | Moto2 | Forward | Klint Forward Factory Team | 19       | 0         | 0      | 0     | 0     | 10   | 25.º |
| Total |       |         |                            | 76       | 1         | 3      | 0     | 2     | 258  |      |

- * Temporada en curso.

#### Por categoría
| Cat.  | Temp.           | 1.er GP         | 1.er Podio      | 1.ª Victoria    | Carreras | Victorias | Podios | Poles | V.Ráp. | Pts. | CM |
| ----- | --------------- | --------------- | --------------- | --------------- | -------- | --------- | ------ | ----- | ------ | ---- | -- |
| Moto3 | 2019, 2021-2023 | Valencia 2019   | Valencia 2019   | Valencia 2021   | 57       | 1         | 3      | 0     | 2      | 248  | 0  |
| Moto2 | 2024            | Catar 2024      |                 |                 | 19       | 0         | 0      | 0     | 0      | 10   | 0  |
| Total | 2019, 2021-2024 | 2019, 2021-2024 | 2019, 2021-2024 | 2019, 2021-2024 | 76       | 1         | 3      | 0     | 2      | 258  | 0  |

#### Carreras por año
| Año  | Cat.  | Moto    | 1       | 2       | 3       | 4      | 5       | 6       | 7       | 8      | 9      | 10      | 11     | 12      | 13      | 14      | 15     | 16     | 17     | 18     | 19     | 20      | Pos. | Pts. |
| ---- | ----- | ------- | ------- | ------- | ------- | ------ | ------- | ------- | ------- | ------ | ------ | ------- | ------ | ------- | ------- | ------- | ------ | ------ | ------ | ------ | ------ | ------- | ---- | ---- |
| 2019 | Moto3 | Honda   | QAT     | ARG     | AME     | SPA    | FRA     | ITA     | CAT     | NED    | GER    | CZE     | AUT    | GBR     | RSM     | ARA     | THA    | JPN    | AUS    | MAL    | VAL 3  |         | 26.º | 16   |
| 2021 | Moto3 | Honda   | QAT Ret | DOH Ret | POR Ret | SPA 9  | FRA 7   | ITA 16  | CAT Ret | GER 9  | NED 9  | EST DNS | AUT    | GBR 18  | ARA Ret | RSM Ret | AME 14 | ERM 9  | ALG 8  | VAL 1  |        |         | 15.º | 72   |
| 2022 | Moto3 | CFMoto  | QAT 10  | INA 6   | ARG Ret | AME 6  | POR 20  | SPA 5   | FRA Ret | ITA 20 | CAT 10 | GER 13  | NED 5  | GBR 11  | AUT 14  | RSM 20  | ARA 11 | JPN 11 | THA 14 | AUS 14 | MAL 11 | VAL Ret | 16.º | 83   |
| 2023 | Moto3 | CFMoto  | POR 8   | ARG 8   | AME 3   | SPA 7  | FRA 7   | ITA Ret | GER 11  | NED 14 | GBR 21 | AUT 19  | CAT 11 | RSM 17  | IND 11  | JPN Ret | INA 19 | AUS 16 | THA 14 | MAL 6  | QAT 20 | VAL 19  | 15.º | 77   |
| 2024 | Moto2 | Forward | QAT 27  | POR WD  | AME 25  | SPA 20 | FRA Ret | CAT 20  | ITA 25  | NED 23 | GER 23 | GBR 23  | AUT 25 | ARA Ret | RSM 26  | ERM 22  | INA 20 | JPN 6  | AUS 19 | THA 21 | MAL 22 | SLD 24  | 25.º | 10   |

| Color     | Resultado                                                               |
| --------- | ----------------------------------------------------------------------- |
| Oro       | Ganador                                                                 |
| Plata     | 2.ª plaza                                                               |
| Bronce    | 3.ª plaza                                                               |
| Verde     | Finalizó en los puntos                                                  |
| Azul      | Finalizó sin puntos                                                     |
| Azul      | NC - No clasificado                                                     |
| Violeta   | Ret - No terminó (Carrera)                                              |
| Rojo      | DNQ - No se clasificó                                                   |
| Negro     | DSQ - Descalificado                                                     |
| Blanco    | DNS - No empezó (carrera)                                               |
| Blanco    | WD - Retirado (fin de semana)                                           |
| Blanco    | C - Carrera cancelada                                                   |
| Sin color | DNP - Inscrito pero no participó                                        |
| Sin color | INJ - Lesionado                                                         |
| Sin color | EX - Excluido                                                           |
| Estado    | Resultado                                                               |
| Negrita   | Pole position                                                           |
| Cursiva   | Vuelta rápida                                                           |
| †         | Abandona, pero clasifica al completar el porcentaje requerido para ello |